# Jets d'Indianapolis
Les Jets d'Indianapolis (Indianapolis Jets en anglais) sont une équipe de basket-ball de diverses ligues, puis de National Basketball Association. Elle a disparu en 1949.

## Historique
Saison 1948-49 : 18-42 (30,0%) ; l'équipe ne s'est pas qualifiée pour les play-offs de cette unique année de NBA.
L'équipe a remporté le World Professional Basketball Tournament en 1947.
Indianapolis abrite maintenant la franchise NBA des Pacers de l'Indiana, avec laquelle les Jets n'ont aucun rapport.

## Noms et ligues successifs
- 1931-32 (IL) Kausky ACs d'Indianapolis
- 1932-33 (NBL) Kautskys d'Indianapolis
- 1933-35 (IL) Kautskys d'Indianapolis
- 1935-37 (MBC) Kautskys d'Indianapolis
- 1937-38 (NBL) Kautskys d'Indianapolis
- 1940-41 (IL) Kautskys d'Indianapolis
- 1941-42 (NBL) Kautskys d'Indianapolis
- 1945-48 (NBL) Kautskys d'Indianapolis
- 1948-49 (NBA) Jets de Indianapolis

## Entraineurs successifs
L'équipe a eu deux entraîneurs durant sa seule année de NBA :
- Bruce Hale (en) 1948
- Burl Friddle 1948-1949